# Mirizir Corona
La Mirizir Corona è una struttura geologica della superficie di Venere.